# 格盧別利卡湖

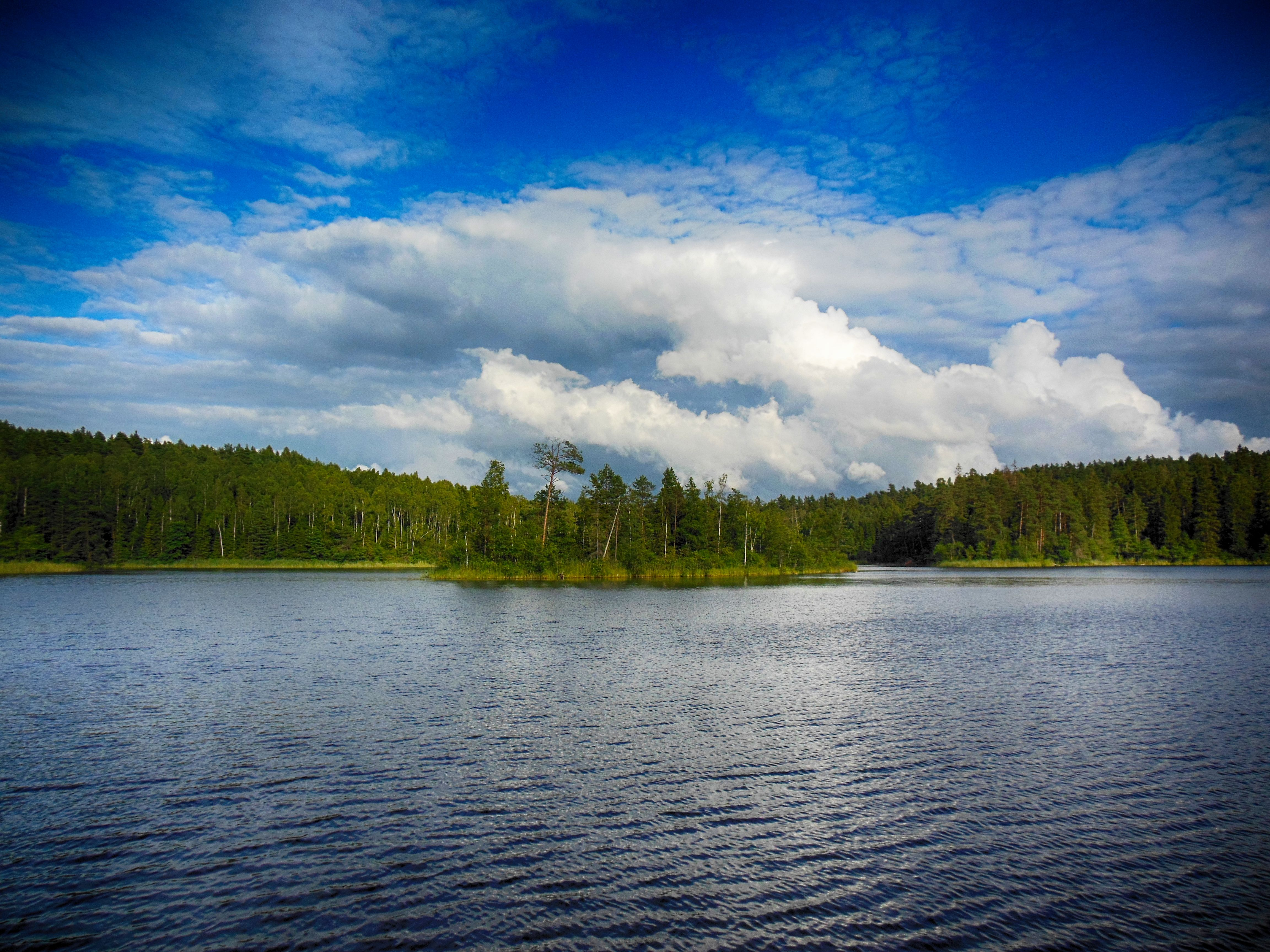
格盧別利卡湖

格盧別利卡湖（白俄羅斯語：Глубелька）是白俄羅斯的湖泊，位於米亞德利西北35公里，由明斯克州負責管轄，長0.52公里、寬0.35公里，面積0.09平方公里，集水區面積0.41平方公里，平均水深6.1米，最大水深17米。